# Natassha McDonald
Pour les articles homonymes, voir McDonald.
Natassha McDonald, née le 27 janvier 1997 à Mississauga, est une athlète canadienne.

## Carrière
Elle est médaillée de bronze du relais 4 × 400 mètres aux Championnats du monde juniors d'athlétisme 2016 à Bydgoszcz. Aux Jeux de la Francophonie de 2017 à Abidjan, elle remporte la médaille d'argent du 400 mètres.
Aux Championnats d'Amérique du Nord, d'Amérique centrale et des Caraïbes d'athlétisme espoirs 2019 à Querétaro, elle est médaillée d'argent du 200 mètres et du relais 4 × 100 mètres ainsi que médaillée de bronze du relais 4 × 400 mètres mixte.
Elle est médaillée d'argent du relais 4 × 400 mètres aux Jeux panaméricains de 2019 à Lima.